# Параграф 78 (фильм)
«Параграф 78» — российский художественный фильм 2007 года режиссёра Михаила Хлебородова. Сценарий, написанный по одноимённому рассказу Ивана Охлобыстина, позже был новеллизирован Андреем Лазарчуком. Премьера состоялась 22 февраля 2007 года.

## Сюжет

### Фильм первый
Сюжет фильма развивается в недалёком будущем. Легализованы лёгкие наркотики, боулинг включён в число олимпийских видов спорта, существуют такие государства, как Азиатский Союз и Латинские Штаты Америки.
Оперативно-тактическая группа под командованием Гудвина (Гоша Куценко) распадается сразу после выполнения предыдущего задания из-за конфликта между ним и Скифом (Владимир Вдовиченков).
Проходит пять лет. Ли́са (Слава) ушла от Скифа к Гудвину и вышла за него замуж. Россия, Азиатский Союз и Латинские Штаты Америки следят за выполнением договора о полном прекращении производства оружия массового поражения. В одной из секретных лабораторий министерства обороны России на одном из островов Северного Ледовитого океана происходит чрезвычайное происшествие, срабатывает аварийный маяк, местонахождение секретной базы может быть обнаружено другими странами. Чтобы избежать обнаружения базы, по приказу командования Гудвин вновь собирает вместе всех бывших членов группы. К тому времени Спам (Анатолий Белый) сидит в тюрьме, Люба (Станислав Дужников) работает в этой же тюрьме надзирателем, Фестиваль (Григорий Сиятвинда) торгует запрещёнными наркотиками, Пай (Азиз Бейшеналиев) работает охранником в казино, Скиф занимается неизвестно чем. К группе присоединяется доктор (Юсуп Бахшиев), которому поручено оценить ситуацию с научной точки зрения.
Вместе они отправляются на остров и проникают на обширную подземную военную базу. Персонал базы мёртв, в живых остались только двое — учёный и лаборантка, которые тоже погибают на глазах у группы — они заражены неизвестным вирусом, стирающим всю приобретённую человеком память, превращающим его в животное и в конце убивающим его. Группа отключает маяк и готовится к эвакуации, но подоспевший доктор выпускает красную ракету, отгоняя вертолёт. Он должен проверить, не заразились ли члены группы.

### Фильм второй
Параграф 78 Экспедиционного Устава: Если причина поражения неустранима и возвращение представляет потенциальную угрозу, то группа подлежит самоликвидации.
В начале фильма Скиф отвечает на вопросы военного трибунала, касающиеся его неподчинения приказу Гудвина при зачистке линкора «Марс». Несмотря на взаимные распри, Скиф прикрывает Гудвина, не рассказывая на суде всей правды.
Группа возвращается на базу. Доктор загружает выбранную пробу крови Любы в анализатор. Загораются красные лампочки — результат положительный: вся группа инфицирована. Скиф также догадывается об этом — на ампулах с антидотом Доктора и бирках погибших сотрудников стоят одни и те же цифры. Погибший учёный разработал формулу противоядия, но не сумел его синтезировать: на базе закончился запас метионина. Достаточно загрузить его в любом соединении и концентрации в камеру синтеза аппарата и через час противоядие будет готово. Однако в аптечках группы только бинты и анестетик, этот шанс проваливается. Доктор предлагает членам группы перейти к самоликвидации и первым расстаётся с жизнью, вколов себе летальную дозу анестетика. Спам предлагает поставить чипы наведения на ракеты и при помощи шантажа вынудить «материк» оказать им помощь, Гудвин против: группа раскалывается. Почти начавшуюся взаимную бойню предотвращает Скиф, расстреливая сумку с чипами. Гудвин предлагает разбиться на пары и биться насмерть, все соглашаются.
Лиса устанавливает время взрыва станции через 8 часов и ломает компьютер. Первыми в смертельную схватку вступают Пай и Скиф, и в результате Пай погибает. Во втором «раунде» Гудвин убивает Фестиваля, а в третьем погибают Спам и Люба.
В живых остаются только Гудвин, Лиса и Скиф. Гудвин вспоминает, что Лиса употребляет противозачаточные средства, и, имитируя изнасилование, крадёт у неё таблетки. Он синтезирует антидот, но всё же решает покончить с жизнью и остаётся на гибнущей базе. Лиса и Скиф спасаются.

## В ролях
| Актёр                                   | Роль                    |
| --------------------------------------- | ----------------------- |
| Владимир Вдовиченков                    | Скиф                    |
| Слава (в титрах — Анастасия Сланевская) | Лиса                    |
| Гоша Куценко                            | Гудвин                  |
| Григорий Сиятвинда                      | Фестиваль               |
| Станислав Дужников                      | Люба                    |
| Анатолий Белый                          | Спам                    |
| Азиз Бейшеналиев                        | Пай                     |
| Юсуп Бахшиев                            | доктор                  |
| Михаил Ефремов                          | начальник тюрьмы        |
| Александр Тютин                         | генерал                 |
| Алексей Малашкин                        | станционный доктор      |
| Сергей Шакуров                          | член военного трибунала |
| Виктор Вержбицкий                       | член военного трибунала |
| Мария Киселёва                          | член военного трибунала |

## Съёмочная группа
- Режиссёр-постановщик: Михаил Хлебородов
- Сценарий: Михаил Хлебородов
- Сюжетная основа: Иван Охлобыстин (рассказы)
- Продюсирование: Юсуп Бахшиев
- Оператор-постановщик: Сергей Козлов
- Художник-постановщик: Мельников, Константин Олегович
- Звукорежиссёр: Сергей Карпенко
- Постановщик трюков: Владимир Орлов
- Техническое обеспечение трюков: Владимир Шишкин

### Продакт-плейсмент
Критики отметили большое использование продакт-плейсмента (скрытой рекламы), причём особенно в первой части.
В числе марок, неявно рекламируемых в фильме, следует отметить кетчуп «Пикадор», пиво «Золотая бочка», электронную почту Mail.ru, водку «Союз-Виктан», а также определённые марка чипсов FAN, жевательной резинки, коммуникатора, плеера, ноутбука, шуруповёрта.

## Релиз
Фильм вышел в прокат двумя частями:
- Фильм первый — 22 февраля 2007 года
- Фильм второй — 29 марта 2007 года

## Новеллизация
Роман «Параграф 78. Жребий брошен» (авторское название — «§ 78») по мотивам одного из вариантов сценария фильма написал Андрей Лазарчук. Книга вышла в конце февраля 2007 года.

## Компьютерная игра
Фирмой Gaijin Entertainment разработана одноимённая компьютерная игра в жанре шутер от первого лица, являющаяся продолжением и дополнением фильма. Выход состоялся 9 марта 2007 года.